# Norbert Johann Klein

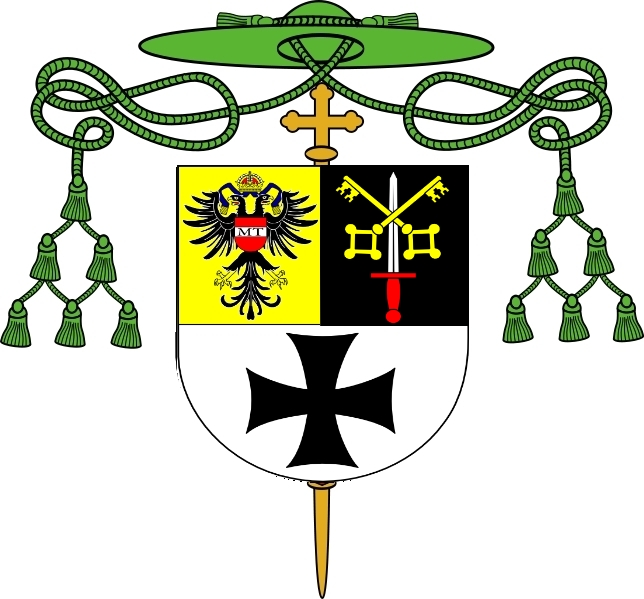
Wappen als Bischof

Norbert Johann Nepomuk P. Klein (tschechisch Norbert Jan Klein; * 25. Oktober 1866 in Brunzeif, Mähren; † 10. März 1933) war Bischof von Brünn und Hochmeister des Deutschen Ordens.

## Leben
Nach seinem Theologiestudium in Olmütz trat er am 16. Oktober 1887 in den Deutschen Orden ein und begann sein einjähriges Noviziat. 1892 legte er seine feierliche Profess ab. Als Mitglied des Deutschen Ordens empfing er am 27. Juli 1890 in Innsbruck die Priesterweihe. Nach der Ernennung des Brünner Bischofs Paul Graf Huyn zum Erzbischof von Prag wurde Norbert Johann Klein am 27. Juli 1916 zu dessen Nachfolger nominiert und am 28. Januar 1917 päpstlich bestätigt. Die Bischofsweihe spendete ihm am 28. Januar 1917 der Erzbischof von Olmütz Leo Skrbenský von Hříště, Mitkonsekratoren waren Adolf Bertram, Bischof von Breslau, und Karel Wisnar, Weihbischof im Erzbistum Olmütz.
Am 4. Januar 1926 resignierte er auf das Amt und wurde von Papst Pius XI. zum Titularbischof von Syene ernannt.

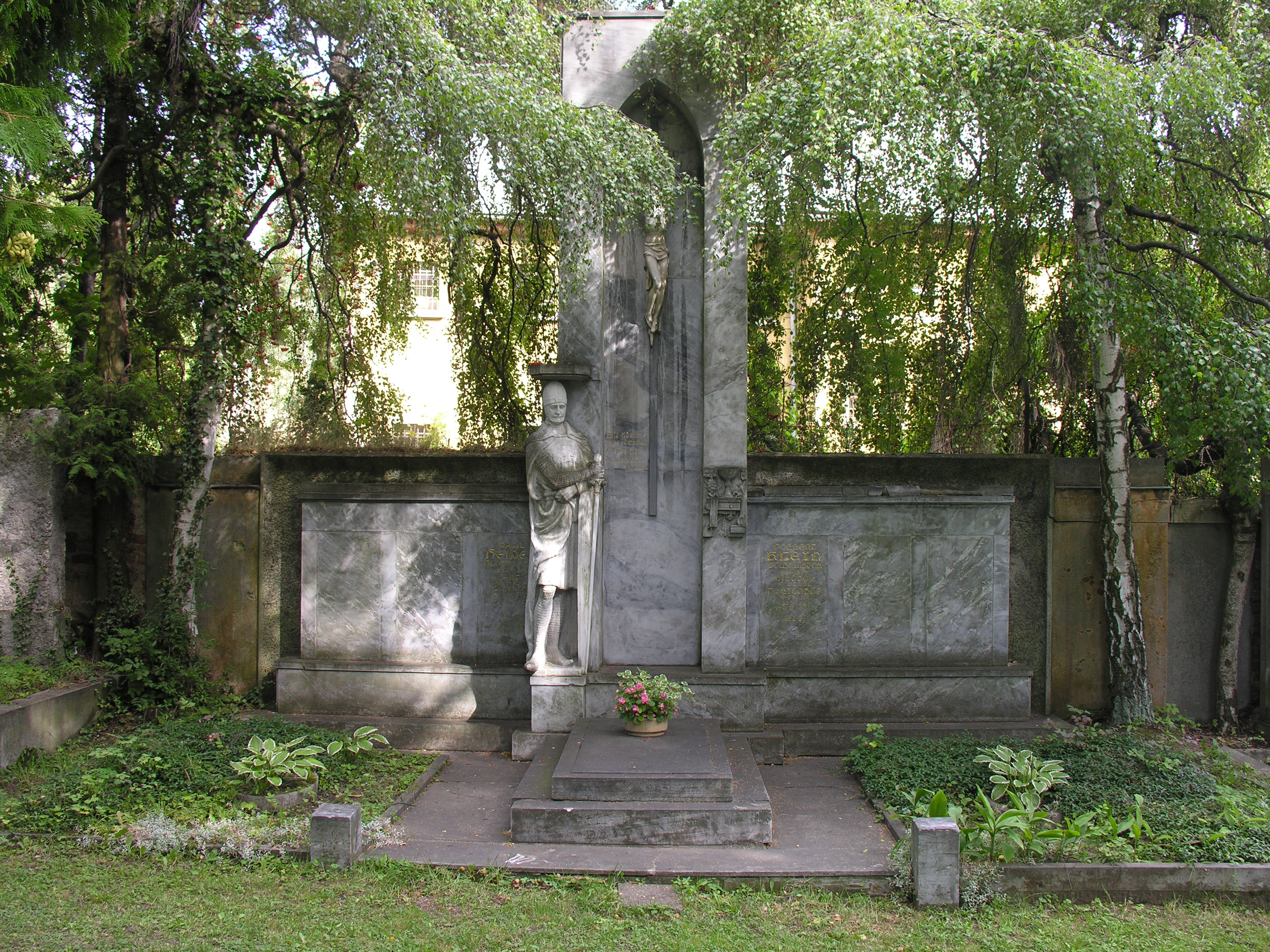
Hochmeistergrab in Freudenthal

1923 wurde Norbert Johann Klein, der Ordenspriester des Deutschen Ordens war, zum Koadjutor des Hochmeisters Erzherzog Eugen von Österreich-Teschen gewählt. Nach dessen Rücktritt folgte er ihm im Amt des Hochmeisters, das er bis zu seinem Tode bekleidete.
Seine letzte Ruhestätte fand er im Hochmeistergrab in Freudenthal.